# 京都中央信用金庫
京都中央信用金庫（きょうとちゅうおうしんようきんこ）は、京都府京都市下京区に本店を置く大手信用金庫である。通称は中信（ちゅうしん）。
2001年1月4日、経営破綻した京都みやこ信用金庫、南京都信用金庫の事業を譲り受け、店舗数・預金量とも城南信用金庫を抜いて全国で最大規模の信用金庫となった。
同金庫のスローガンは「ON YOUR SIDE：一緒がうれしい」である。

## 沿革
- 1940年 - 京都市中央市場信用組合を設立
- 1951年 - 名称を京都中央信用組合に変更
- 1951年 - 京都中央信用金庫に改組
- 1971年 - 西京都信用金庫を吸収合併する
- 2001年 - 経営破綻した京都みやこ信用金庫、南京都信用金庫の事業を譲り受ける
- 2002年 - 京都中央信用金庫立てこもり事件発生
- 2010年 - 信用金庫業界で初めて預金残高が4兆円を超える
- 2020年 - 信用金庫業界で初めて預金残高が5兆円を超える

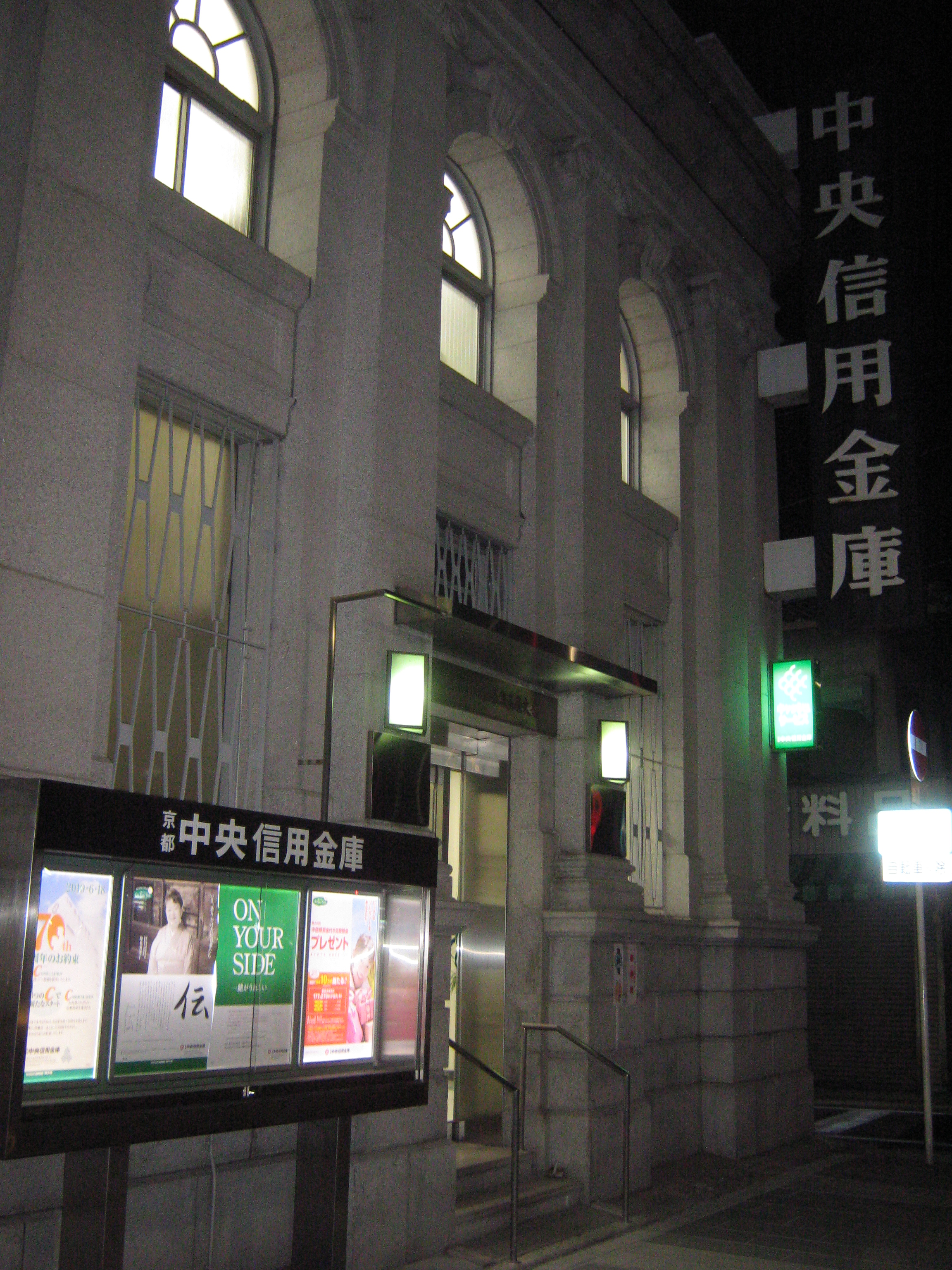
五条支店、旧村井銀行五条支店大正13年竣工・設計吉武長一・京都市東山区
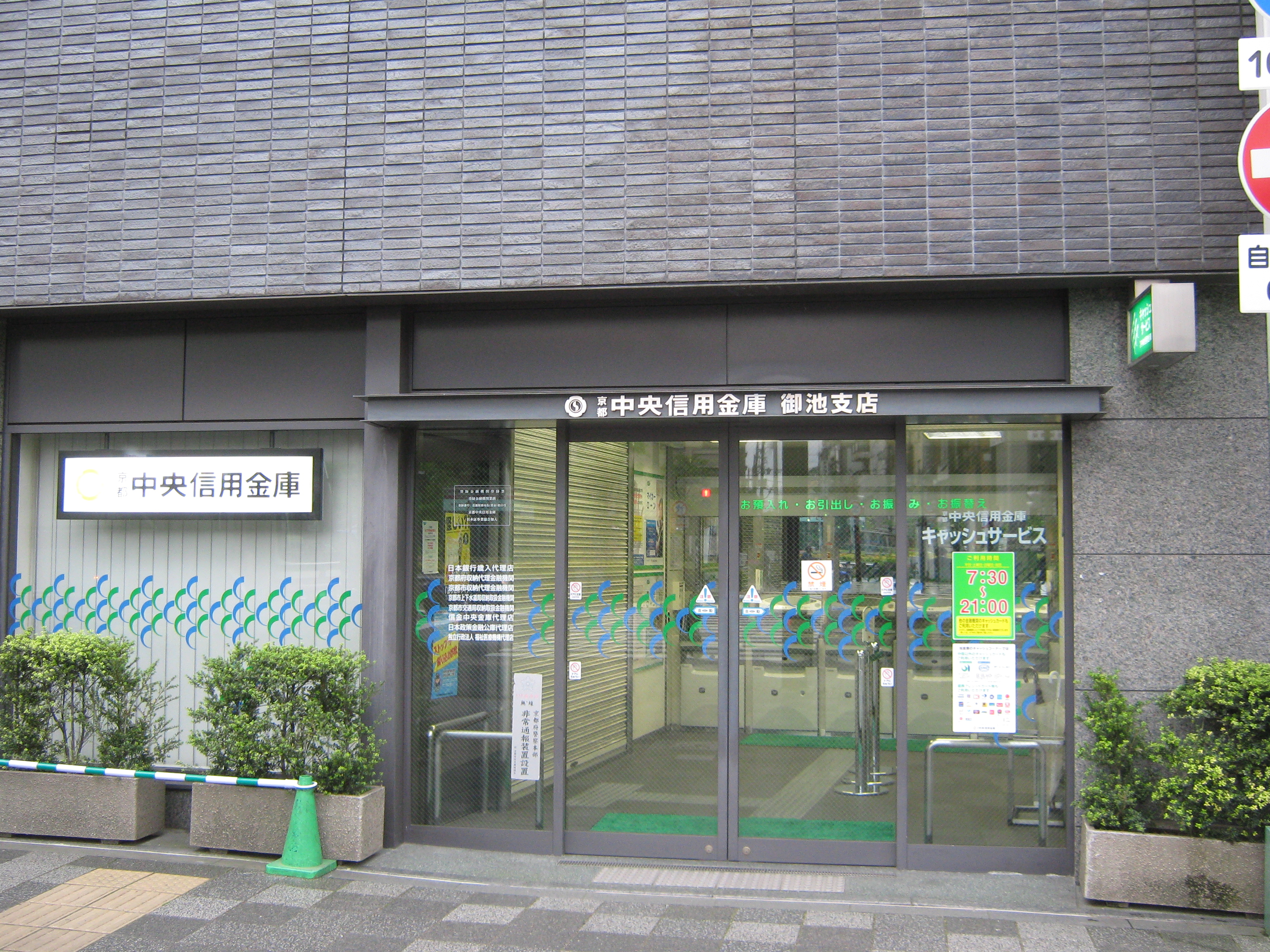
御池支店、ビルテナント入居例、京都市中京区

## しんきんATMゼロネットサービスへの対応
- 土曜日の（他金庫カード）ATM出金にはATM取扱手数料が必要となっている。

## 営業エリア
京都府
京都市、宇治市、城陽市、亀岡市、南丹市（ただし美山町を除く）、向日市、長岡京市、八幡市、京田辺市、木津川市、乙訓郡、久世郡、綴喜郡、相楽郡、船井郡京丹波町（ただし旧和知町を除く）
滋賀県
大津市、草津市、守山市、栗東市、湖南市、野洲市
大阪府
三島郡、高槻市、枚方市、茨木市、交野市、摂津市、寝屋川市
奈良県
奈良市、生駒市

## 関連子会社
- 中信ビジネスサービス株式会社
- 中信総合サービス株式会社
- 中信興産株式会社
- 中信ローン株式会社
- 中信総合リース株式会社
- 中信ベンチャーキャピタル株式会社
- 中信コンピューターアンドコミュニケーション株式会社
- 中信ナイスカード株式会社

## 不祥事
- 2018年5月10日（処分日） - 加茂町支店和束出張所に勤務していた58歳の男性係長が、顧客11人の定期預金などを無断で解約し約9,370万円を着服していたことが2018年5月に判明。信金は同年5月10日付でこの係長を懲戒解雇処分としたが、翌11日に自殺したことが明らかになった。元職員は金を遊興費などに充てていたとみられる。また、金庫による詳細な調査により、新たに1億5,507万1,000円（被害者12名）の着服が発覚。着服総額は2億4,880万6,000円（被害者23名）となった。同時に、元男性職員の不正行為が行われた支店は和束出張所、堀川支店、大宮寺ノ内支店、大久保支店、一乗寺支店、修学院支店の6支店（1出張所含む）となった。金庫は業務上横領罪で元職員を刑事告訴する方向で京都府警と相談中としている。金庫では、被害に遭った顧客に対し謝罪の上全額を弁済した[1][2][3][4]。
- 2019年11月29日 - 金庫は、円町支店の2018年12月28日付け1冊と、三室戸支店の2017年7月11日付け1冊の計2冊、合わせて257の個人・法人の記録が記載されていた伝票（顧客の名前や口座番号、普通預金の出入金や振り込みの金額、口座残高などを記録した帳票）を誤って廃棄した可能性が高いと発表した。発表時点で外部に情報が流出した懸念は極めて少ないとしている。10月9日に円町支店で行われた内部監査で発覚し、全店を確認したところ三室戸支店でも紛失が判明した[5]。
- 赤字の続く商店に粉飾決算を提案した上で融資し、返済が滞った段階で私財を引き上げていくという、いわゆる「押し貸し」などの不正が行われていると報じられており、2002年の立てこもり事件の要因も金庫の不正だったという[6]。